# صموئيل ماكلين (سياسي)
صموئيل ماكلين هو محامي وسياسي أمريكي، ولد في 7 أغسطس 1826، وتوفي في 16 يوليو 1877. نشط حزبياً في الحزب الديمقراطي.